# Erya
Erya (chiń. upr. 尔雅; chiń. trad. 爾雅; pinyin Ěryǎ; Wade-Giles Erh-ya) – starożytne chińskie dzieło leksykograficzne określane jako słownik, leksykon, lub prototypowa encyklopedia, obejmująca także nauki przyrodnicze, skompilowana za czasów dynastii Han lub nieco wcześniejszych. Tytuł można oddać jako Przybliżanie właściwego [znaczenia].
Tradycyjnie, od III w. n.e. autorstwo przypisywano księciu Zhou (bratu założyciela dynastii Zhou), co jest niemożliwe, ponieważ dzieło zawiera wiele cytowań z czasów późnego okresu Zhou. Bernhard Karlgren datuje księgę na III w. p.n.e.; takie datowanie potwierdzone jest (badaniami tekstowymi) dla pierwszej części księgi. Prawdopodobnie wczesne wersje powstały na przełomie dynastii Zhou i dynastii Qin, a ostateczna kompilacja - za czasów wczesnej dynastii Han. Ze względu na obecność lokalnych i nacechowanych ideologicznie terminów można wnioskować, że pierwotny autor był konfucjańskim uczonym ze środkowych Chin, prawdopodobnie z państwa Qi lub Lu. Jest prawdopodobne, że celowo zataił swe imię, by w burzliwych czasach uniknąć prześladowań, których kulminacją było palenie ksiąg i grzebanie uczonych. Najstarsza znana wzmianka o tym słowniku pochodzi z Księgi Hanów. Współczesne wydania bazują na drukowanych wersjach z czasów dynastii Song i dynastii Yuan.
Już za czasów dynastii Han dzieło należało do podstawowego kanonu ksiąg studiowanych w państwowych akademiach konfucjańskich. Zaliczano je podówczas nie do ksiąg leksykograficznych, lecz opisujących nabożność synowską. Współcześnie, aczkolwiek księga należy do Trzynastoksięgu konfucjańskiego, ze względu na swój archaiczny charakter jest rzadko czytane (jest to niemal niemożliwe bez komentarzy) i ma wartość głównie ze względu na zawarte w niej wyjaśnienia dla innych tekstów.
Erya jako słownik koncentruje się na semantycznym objaśnieniu znaczeń znaków i wyrażeń; nie zajmuje się wymową, odmianami dialektycznymi itp. Zapoczątkował w ten sposób jedną z czterech rodzin chińskich słowników i leksykonów: słowniki znaków (pozostałe to słowniki dialektów, egzegetyczne i tzw. wyrazów funkcyjnych).
Erya zawiera 2091 haseł i opisuje znaczenia 4300 znaków, w tym 623 najczęściej używanych. Hasła uszeregowane są w 19 rozdziałach, tematycznie według ówczesnej wiedzy (czyli np. ofiary składane Niebiosom przez króla opisane są w dziale o astronomii), a wyboru dokonano z pomocą częstotliwości ich użycia. Definicje ilustrowane są cytatami z ksiąg starożytnych.
Każdy z rozdziałów zaczyna się od słowa 釋 shi – objaśniać. Pierwsze trzy rozdziały mają charakter bardziej słownikowy, odnoszą się głównie do pojęć abstrakcyjnych (być może skompilowano je z komentarzy objaśniających użycie znaków w Księdze Pieśni i Księdze Dokumentów), pozostałe – bardziej encyklopedyczny, systematyzując obszerną wiedzę o świecie. W szczególności wszystkie hasła w pierwszych trzech rozdziałach pochodzą z Księgi Pieśni.
| Rozdział | Tytuł oryginalny | Transkrypcja | Tłumaczenie                   | Zawartość                                             |
| -------- | ---------------- | ------------ | ----------------------------- | ----------------------------------------------------- |
| 1        | 釋詁             | Shigu        | Objaśnienie starych [słów]    | czasowniki, słowa używane jako okoliczniki, partykuły |
| 2        | 釋言             | Shiyan       | Objaśnienie słów              | czasowniki                                            |
| 3        | 釋訓             | Shixun       | Objaśnienie określeń          | przymiotniki, przysłówki                              |
| 4        | 釋親             | Shiqin       | Objaśnienie krewnych          | terminy pokrewieństwa                                 |
| 5        | 釋宮             | Shigong      | Objaśnienie mieszkań          | architektura                                          |
| 6        | 釋器             | Shiqi        | Objaśnienie narzędzi          | narzędzia, broń, ubiory i ich użycie                  |
| 7        | 釋樂             | Shiyue       | Objaśnienie muzyki            | muzyka, instrumenty muzyczne                          |
| 8        | 釋天             | Shitian      | Objaśnienie niebios           | astronomia, meteorologia, kalendarz                   |
| 9        | 釋地             | Shidi        | Objaśnienie ziemi             | geografia, geologia                                   |
| 10       | 釋丘             | Shiqiu       | Objaśnienie wzgórz            | wzgórza                                               |
| 11       | 釋山             | Shishan      | Objaśnienie gór               | góry, zwłaszcza sławne                                |
| 12       | 釋水             | Shishui      | Objaśnienie rzek              | rzeki, wyspy, łodzie                                  |
| 13       | 釋草             | Shicao       | Objaśnienie roślin            | trawy, zboża, warzywa                                 |
| 14       | 釋木             | Shimu        | Objaśnienie drzew             | drzewa, krzaki                                        |
| 15       | 釋蟲             | Shichong     | Objaśnienie owadów            | owady, pająki, gady                                   |
| 16       | 釋魚             | Shiyu        | Objaśnienie ryb               | ryby, skorupiaki, gady                                |
| 17       | 釋鳥             | Shiniao      | Objaśnienie ptaków            | dzikie ptaki                                          |
| 18       | 釋獸             | Shishou      | Objaśnienie zwierząt          | dzikie i legendarne zwierzęta                         |
| 19       | 釋畜             | Shichu       | Objaśnienie zwierząt domowych | zwierzęta udomowione, drób                            |